# Harvester of Sorrow
"Harvester of Sorrow" je skladba americké heavymetalové skupiny Metallica. Vyšla jako první singl z jejich čtvrtého alba, ...And Justice for All.
Skladba debutovala na živém vystoupení ještě před vydáním alba And Justice for All; vystoupení proběhlo na festivale Monsters of Rock Tour roku 1988 se skupinami Van Halen, Scorpions, Dokken a Kingdom Come.
Skladba popisuje člověka, který propadl šílenství a zlost si vybíjí na své rodině; na konci skladby se jeho rozum zhroutí a dotyčný je zavraždí.